# Lisbet Lundquist
Lisbet Lundquist (Hellerup, 25 marzo 1943) è un'attrice e conduttrice televisiva danese.

## Biografia
Lisbet Lundquist è la figlia del professore danese Frank Lundquist (morto nel 2008) e di sua moglie Ida Lundquist (morta nel 1984). Alla fine degli anni '60 ha lavorato come modella nuda per finanziare i suoi studi all'Università di Copenaghen. La sua domanda per un corso di recitazione alla State Theatre School di Copenhagen è stata respinta perché non aveva ancora l'età.
Lundquist alla fine si è formata all'ABC Theatre e lì ha fatto il suo debutto come attrice teatrale nel 1970. Da allora ha lavorato anche al Gladsaxe Theatre. Ha recitato in più di 40 film danesi e diverse serie TV. È diventata nota attraverso l'adattamento cinematografico danese del romanzo di Henry Miller Stille Tage in Clichy nel 1970, in cui interpretava uno dei ruoli principali.

## Vita privata
Sposata dal 1993 con l'attore Søren Østergaard dopo essere stata sposata una prima volta con l'attore Peter Steen e una seconda con il musicista e intrattenitore Eddie Skoller.

## Filmografia parziale

### Cinema
- Murk, regia di Jannik Johansen (2005)

### Televisione
- Rita - serie TV, 3 episodi (2011)